# Eel Bay
Eel Bay est une communauté au Canada dans la province de Nouvelle-Écosse, Île se trouve au sud-ouest de la Nouvelle-Écosse.Cap de Sable Eel Bay fut établi et colonisé par des Acadiens qui émigrèrent de Port-Royal en 1720.